# Heusden Koers 1987
De 39e editie van de Belgische wielerwedstrijd Heusden Koers werd verreden op 10 augustus 1987. De start en finish vonden plaats in Heusden. De winnaar was Henri Manders, gevolgd door Johan De Lathouwer en Jean-Marc Vandenberghe.

## Uitslag
| Heusden Koers 1987 |                        |                               |       |
| Plaats             | Naam                   | Ploeg                         | Tijd  |
| Winnaar            | Henri Manders          | PDM                           | 3u49' |
| 2                  | Johan De Lathouwer     | Robland-Isoglass-Austin-Rover | z.t.  |
| 3                  | Jean-Marc Vandenberghe | Robland-Isoglass-Austin-Rover | z.t.  |

1929 · 1930-1935 · 1936 · 1937 · 1938 · 1939 · 1952 · 1953 · 1954 · 1955 · 1956 · 1957 · 1958 · 1959 · 1960 · 1961 · 1962 · 1963 · 1964 · 1965 · 1966 · 1967 · 1968 · 1969 · 1970 · 1971 · 1972 · 1973 · 1974 · 1975 · 1976 · 1977 · 1978 · 1979 · 1980 · 1981 · 1982 · 1983 · 1984 · 1985 · 1986 · 1987 · 1988 · 1989 · 1990 · 1991 · 1992 · 1993 · 1994 · 1995 · 1996 · 1997 · 1998 · 1999 · 2000 · 2001 · 2002 · 2003 · 2004 · 2005 · 2006 · 2007 · 2008 · 2009 · 2010 · 2011 · 2012 · 2013 · 2014 · 2015 · 2016 · 2017 · 2018 · 2019 · 2020 · 2021 · 2022 · 2023